# Поље снова
Поље снова (енгл. Field of Dreams) је амерички спортски фантастични драмски филм из 1989. године, режисера и сценаристе Фила Олдена Робинсона, базиран према роману Босоноги Џо, В. П. Кинселе из 1982. године. У главним улогама су Кевин Костнер, Ејми Мадиган, Џејмс Ерл Џоунс, Реј Лиота и Берт Ланкастер, коме је ово била последња улога. Филм је номинован за три Оскара, за најбољи филм, најбољи адаптирани сценарио и најбољу оригиналну музику.
Конгресна библиотека је 2017. изабрала филм за чување у Националном регистру филмова Сједињених Држава, због „културног, историјског или естетског значаја”.

## Радња
36-годишњи Реј Кинсела живи са супругом Ени и ћерком Карин на њиховој фарми кукуруза у Ајови. Мучи га прекинута веза са покојним оцем, Џоном Кинселом, посвећеним љубитељом бејзбола, и он се плаши да остари, а да никада ништа није постигао.
Док је једне вечери шетао својим кукурузним пољем, чуо је глас који шапуће: „Ако га саградиш, он ће доћи”. Он има визију бејзбол терена у пољу кукуруза и „Босоногог” Џоа Џексона који стоји у средини. Верујући у њега, Ени му дозвољава да преоре део својих усева кукуруза како би изградио бејзбол поље, ризикујући финансијске потешкоће.
Док је Реј градио терен, он је причао Карин о Блек Сокс скандалу из 1919. године, када је осморица играча Чикаго Вајтсокса оптужено за намештање меча. Пролази неколико месеци, и баш кад Реј почиње да сумња у себе, појављује се Босоноги Џо, питајући могу ли и други да играју и враћа се са још седморицом играча Блек Сокса. Енин брат Марк, који не може да види играче, упозорава Реја да ће да банкротира и нуди куповину земље. У међувремену, глас подстиче Реја да „ублажи његов бол”.
Реј и Ени присуствују родитељском састанку, где се она свађа са једном женом која покушава да забрани књиге Теренса Мана. Реј закључује да се глас односио на Мана, који је једног од својих ликова назвао „Џон Кинсела”, и једном је изјавио да је његов сан из детињства да игра за Бруклин Доџерсе. Када Реј и Ени сањају исти сан о томе како Реј и Ман присуствују утакмици на Фенвеј Парку, Реј проналази Мана у Бостону. Ман, који живи повученим животом, пристаје да присуствује једној утакмици; Реј чује глас који га наговара да „иде до краја”, и види статистику играча Месечине Грејама на семафору, који је 1922. играо један меч за Њујорк Џајантсе, али никада није стигао до палице. Ман такође признаје да је чуо глас и видео семафор.
Њих двојица одлазе у Минесоту, где сазнају да је Грејам, који је био лекар, умро годинама раније. Реј се затиче у 1972. години, сусрећући старијег Грејама, који каже да је срећно напустио бејзбол због задовољавајуће медицинске каријере. Током вожње натраг у Ајову, Реј наилази на младог аутостопера, Арчија Грејама, који тражи поље за бејзбол. Реј касније говори Ману да је његов отац сањао да буде играч бејзбола, али је касније покушао њега да натера да се бави тим спортом. Са 14 година, након читања Манових књига, Реј је престао да се игра са својим оцем и они су се отуђили након што се ругао Џону због тога што има „хероја који је био злочинац”. Реј признаје да му је највеће жаљење што се никада нису помирили. Стигавши на фарму, они виде како су стигли разни класични светски играчи који формирају други тим. Игра започиње и Арчи коначно долази на ред за палицу.
Следећег јутра, Марк се враћа, захтевајући да Реј прода фарму или ће му је банка одузети. Карин инсистира да ће људи платити за гледање бејзбол утакмица. Ман се слаже са тим, и каже да ће људи доћи да проживе своју невиност из детињства. Између Реја и Марка избија препирка, током које одгурну Карин са трибина. Грејам је спашава, знајући да неће моћи да се врати након што пређе границу терена. Пошто је поново постао стари доктор Грејам, уверава Реја да се не каје. Остали играчи га похваљују, а он затим нестаје у кукурузу. Изненада, Марк може да види играче и подстиче Реја да задржи фарму.
Босоноги Џо позива Мана да уђе у кукуруз, и Ман нестаје у њему. Реј је љут што није позван, али Џо га кори, бацајући поглед према хватачу, говорећи: „Ако га саградиш, он ће доћи.” Хватач скида своју маску, а Реј га препознаје као свог оца, као младића. Реј схвата да се „ублажи његов бол” односи на његовог оца.
Реј упознаје Џона са Ени и Карин, не откривајући њихово сродство. Кад Џон почне да се креће према кукурузном пољу, Реј, називајући га „тата”, пита да ли жели да се добацује. Они се добацују док се стотине аутомобила приближавају терену, испуњавајући пророчанство да ће људи доћи да гледају бејзбол.

## Улоге
| Глумац          | Улога                         |
| --------------- | ----------------------------- |
| Кевин Костнер   | Реј Кинсела                   |
| Ејми Мадиган    | Ени Кинсела                   |
| Габи Хофман     | Карин Кинсела                 |
| Џејмс Ерл Џоунс | Теренс Ман                    |
| Реј Лиота       | „Босоноги” Џо Џексон          |
| Тимоти Басфилд  | Марк                          |
| Берт Ланкастер  | др Арчибалд „Месечина” Грејам |
| Френк Вејли     | млади Арчибалд Грејам         |
| Двир Браун      | Џон Кинсела                   |